# Чемпіонат Європи з легкої атлетики в приміщенні 2015
Чемпіонат Європи з легкої атлетики в приміщенні 2015 був проведений 5-8 березня в Празі в «O2 Арені» .
Рішення про надання Празі права проводити чемпіонат було прийнято Радою ЄАА в травні 2012. Іншим кандидатом був Стамбул.
Останнім великим легкоатлетичним чемпіонатом, який приймала Прага до 2015, був чемпіонат Європи з легкої атлетики 1978.

## Призери

### Чоловіки
| Дисципліна            | Золото                                                     | Золото      | Срібло                                                            | Срібло     | Бронза                                                  | Бронза       |
| --------------------- | ---------------------------------------------------------- | ----------- | ----------------------------------------------------------------- | ---------- | ------------------------------------------------------- | ------------ |
| 60 метрів             | Річард Кілті Велика Британія                               | 6,51 SB     | Крістіан Блюм Німеччина                                           | 6,58       | Джуліан Ройс Німеччина                                  | 6,60         |
| 400 метрів            | Павел Маслак Чехія                                         | 45,33 CR    | Ділан Борле Бельгія                                               | 46,25      | Рафаль Омелько Польща                                   | 46,26        |
| 800 метрів            | Марцин Левандовський Польща                                | 1.46,67     | Марк Інгліш Ірландія                                              | 1.47,20    | Теймен Кюперс Нідерланди                                | 1.47,25      |
| 1500 метрів           | Якуб Голуша Чехія                                          | 3.37,68 NR  | Ільхам Озбілен Туреччина                                          | 3.37,74    | Кріс О'Хер Велика Британія                              | 3.38,96      |
| 3000 метрів           | Алі Кая Туреччина                                          | 7.38,42     | Лі Емануель Велика Британія                                       | 7.44,48    | Генрік Інгебрігтсен Норвегія                            | 7.45,54 NR   |
| 60 метрів з бар'єрами | Паскаль Мартіно-Лагард Франція                             | 7,49        | Дімітрі Баску Франція                                             | 7,50       | Вієм Белосян Франція                                    | 7,52         |
| 4×400 метрів          | БельгіяЖульєн Ватрен Ділан Борле Йонатан Борле Кевін Борле | 3.02,87 EIR | ПольщаКароль Залевський Рафаль Омелько Лукаш Кравчук Якуб Кжевіна | 3.02,97 NR | ЧехіяДанієль Немечек Патрік Шорм Ян Тесарж Павел Маслак | 3.04,09 NR   |
| Стрибки у висоту      | Данило Циплаков Росія                                      | 2,31        | Сільвано Кезані ІталіяАнтоніс Масторас Греція                     | 2,31       | не вручалась                                            | не вручалась |
| Стрибки з жердиною    | Рено Лавіллені Франція                                     | 6,04 CR     | Олександр Грипич Росія                                            | 5,85       | Пйотр Лісек Польща                                      | 5,85         |
| Стрибки у довжину     | Мішель Торнеус Швеція                                      | 8,30 NR     | Радек Юшка Чехія                                                  | 8,10       | Андреас Оттерлінг Швеція                                | 8,06         |
| Потрійний стрибок     | Нельсон Евора Португалія                                   | 17,21       | Пабло Торріхос Іспанія                                            | 17,04 NR   | Маріан Опря Румунія                                     | 16,91        |
| Штовхання ядра        | Давід Шторль Німеччина                                     | 21,23       | Асмір Колашинаць Сербія                                           | 20,90      | Ладіслав Прашил Чехія                                   | 20,66        |
| Семиборство           | Ілля Шкуреньов Росія                                       | 6353        | Артур Абеле Німеччина                                             | 6279       | Елко Сінтніколас Нідерланди                             | 6185         |

### Жінки
| Дисципліна            | Золото                                                         | Золото     | Срібло                                                                     | Срібло  | Бронза                                                            | Бронза   |
| --------------------- | -------------------------------------------------------------- | ---------- | -------------------------------------------------------------------------- | ------- | ----------------------------------------------------------------- | -------- |
| 60 метрів             | Дафне Схіперс Нідерланди                                       | 7,05 WL    | Діна Ашер-Сміт Велика Британія                                             | 7,08 NR | Верена Зайлер Німеччина                                           | 7,09     |
| 400 метрів            | Наталія Пигида Україна                                         | 51,96      | Індіра Терреро Іспанія                                                     | 52,63   | Серен Банді-Девіс Велика Британія                                 | 52,64    |
| 800 метрів[a]         | Селіна Бюхель Швейцарія                                        | 2.01,95    | Наталія Лупу Україна                                                       | 2.02,25 | Йоанна Южвік Польща                                               | 2.02,45  |
| 1500 метрів           | Сіфан Гассан Нідерланди                                        | 4.09,04    | Ангеліка Ціхоцька Польща                                                   | 4.10,53 | Федеріка дель Буоно Італія                                        | 4.11,61  |
| 3000 метрів           | Олена Коробкіна Росія                                          | 8.47,62    | Світлана Куделич Білорусь                                                  | 8.48,02 | Морін Костер Нідерланди                                           | 8.51,64  |
| 60 метрів з бар'єрами | Аліна Талай Білорусь                                           | 7,85 NR    | Люсі Гаттон Велика Британія                                                | 7,90    | Серіта Соломон Велика Британія                                    | 7,93     |
| 4×400 метрів          | ФранціяФлорія Гей Елеа-Мар'яма Діарра Агнес Раалораї Марі Гайо | 3.31,61    | Велика БританіяКеллі Мессі Серен Банді-Девіс Лора Меддокс Кірстен Макаслан | 3.31,79 | ПольщаЙоанна Лінкевич Малгожата Голуб Моніка Щенсна Юстина Швенти | 3.31,90  |
| Стрибки у висоту      | Марія Кучина Росія                                             | 1,97       | Алессія Трост Італія                                                       | 1,97    | Каміла Ліцвінко Польща                                            | 1,94     |
| Стрибки з жердиною    | Анжеліка Сидорова Росія                                        | 4,80       | Екатеріні Стефаніді Греція                                                 | 4,75    | Ангеліка Бенгтссон Швеція                                         | 4,70 NR  |
| Стрибки у довжину     | Івана Шпанович Сербія                                          | 6,98 NR    | Состене Могенара Німеччина                                                 | 6,83    | Флорентіна Марінку Румунія                                        | 6,79     |
| Потрійний стрибок     | Катерина Конєва Росія                                          | 14,69      | Габріела Петрова Болгарія                                                  | 14,52   | Анна Князева Ізраїль                                              | 14,49 NR |
| Штовхання ядра        | Аніта Мартон Угорщина                                          | 19,23 NR   | Юлія Леонтюк Білорусь                                                      | 18,60   | Радослава Мавродієва Болгарія                                     | 17,83    |
| П'ятиборство          | Катаріна Джонсон-Томпсон Велика Британія                       | 5000 NR CR | Нафіссату Тіам Бельгія                                                     | 4696    | Елішка Клучинова Чехія                                            | 4687 NR  |

a  7 квітня 2017 Спортивний арбітражний суд повідомив про дискваліфікацію російської атлетки Катерини Поїстогової на два роки за порушення нею анти-допінгових правил. Усі її результати з 21 жовтня 2014 були анульовані, в тому числі друге місце на чемпіонаті Європи в приміщенні-2015 з результатом 2.01,99.

## Медальний залік
| Місце               | Країна              | Золото | Срібло | Бронза | Загалом |
| ------------------- | ------------------- | ------ | ------ | ------ | ------- |
| 1                   | Росія               | 6      | 1      | 0      | 7       |
| 2                   | Франція             | 3      | 1      | 1      | 5       |
| 3                   | Велика Британія     | 2      | 4      | 3      | 9       |
| 4                   | Чехія               | 2      | 1      | 3      | 6       |
| 5                   | Нідерланди          | 2      | 0      | 3      | 5       |
| 6                   | Німеччина           | 1      | 3      | 2      | 6       |
| 7                   | Польща              | 1      | 2      | 5      | 8       |
| 8                   | Бельгія             | 1      | 2      | 0      | 3       |
| 8                   | Білорусь            | 1      | 2      | 0      | 3       |
| 10                  | Сербія              | 1      | 1      | 0      | 2       |
| 10                  | Туреччина           | 1      | 1      | 0      | 2       |
| 10                  | Україна             | 1      | 1      | 0      | 2       |
| 13                  | Швеція              | 1      | 0      | 2      | 3       |
| 14                  | Португалія          | 1      | 0      | 0      | 1       |
| 14                  | Угорщина            | 1      | 0      | 0      | 1       |
| 14                  | Швейцарія           | 1      | 0      | 0      | 1       |
| 17                  | Італія              | 0      | 2      | 1      | 3       |
| 18                  | Іспанія             | 0      | 2      | 0      | 2       |
| 18                  | Греція              | 0      | 2      | 0      | 2       |
| 20                  | Болгарія            | 0      | 1      | 1      | 2       |
| 21                  | Ірландія            | 0      | 1      | 0      | 1       |
| 22                  | Румунія             | 0      | 0      | 2      | 2       |
| 23                  | Ізраїль             | 0      | 0      | 1      | 1       |
| 23                  | Норвегія            | 0      | 0      | 1      | 1       |
| Загалом (24 збірні) | Загалом (24 збірні) | 26     | 27     | 25     | 78      |

## Відео
- 5 березня (вечірня програма) на YouTube
- 6 березня (вечірня програма) на YouTube
- 7 березня (ранкова програма) на YouTube
- 7 березня (вечірня програма) на YouTube
- 8 березня (вечірня програма) на YouTube

- Фінальний забіг на 400 метрів серед жінок на YouTube
- Фінальний забіг на 800 метрів серед жінок на YouTube

## Виступ українців
| Чоловіки (11) | Чоловіки (11)         | Чоловіки (11) | Чоловіки (11)    |
| Місце         | Атлет                 | Дисципліна    | Результат        |
| ------------- | --------------------- | ------------- | ---------------- |
|               | Євген Гуцол           | 400 м         | 46,73            |
|               | Андрій Проценко       | висота        | 2,28             |
| пф            | Віталій Бутрим        | 400 м         | 48,09 (47,15)[a] |
| заб           | Роман Ярко            | 800 м         | 1.50,68          |
| заб           | В'ячеслав Олішевський | 800 м         | 1.51,48          |
| заб           | Станіслав Маслов      | 3000 м        | 7.53,13          |
| заб           | Іван Стребков         | 3000 м        | 8.09,04          |
| заб           | Сергій Копанайко      | 60 м з/б      | 7,86             |
| кв            | Юрій Крімаренко       | висота        | 2,24             |
| кв            | Андрій Ковальов       | висота        | 2,14             |
| кв            | Олександр Корчмід     | жердина       | 5,25             |

| Жінки (12) | Жінки (12)                                                   | Жінки (12)   | Жінки (12)        |
| Місце      | Атлетка                                                      | Дисципліна   | Результат         |
| ---------- | ------------------------------------------------------------ | ------------ | ----------------- |
| 1          | Наталія Пигида                                               | 400 м        | 51,96             |
| 2          | Наталія Лупу                                                 | 800 м        | 2.02,25 (2.02,18) |
|            | Наталія Пигида Наталія Лупу Аліна Логвиненко Юлія Олішевська | 4×400 м      | 3.32,39           |
|            | Олеся Повх                                                   | 60 м         | 7,11              |
|            | Аліна Фьодорова                                              | п'ятиборство | 4563              |
|            | Анна Плотіцина                                               | 60 м з/б     | 8,10 (8,02)       |
| пф         | Наталя Погребняк                                             | 60 м         | 7,30 (7,23)       |
| заб        | Олена Яновська                                               | 60 м з/б     | 8,27              |
| кв         | Ірина Геращенко                                              | висота       | 1,91              |
| кв         | Марина Бех                                                   | довжина      | 6,27              |
| кв         | Тетяна Пташкіна                                              | потрійний    | 13,41             |

a  Тут і надалі у дужках вказаний більш високий результат, що був показаний на попередній стадії змагань (у кваліфікації чи забігу).